# Kuronski jezik
Kuronski jezik (ISO 639 identifier: xcu; kuronski, kurški), jedan od zapadnobaltičkih jezika koji se do u 17. stoljeće govorio na Baltičkoj obali današnje Litve i Latvije.
Narod Kuronce pokorili su, kao i Pruse i Latvijce, Teutonci u 13. stoljeću, a u 15. su pod Litvancima. Kako nije bio pisani jezik ostalo je malo tragova o njemu (očenaša iz stpruskog Rječnika Simona Grunaua).

## Vanjske poveznice
- The Curonian Language